# Cyanea kuhihewa
Cyanea kuhihewa — вид квіткових рослин родини дзвоникових (Campanulaceae). Ендемік Гавайських островів. Знаходиться на межі зникнення.

## Історія
Вперше рослину знайдено у 1991 році біля верхів'я віддаленого водоспаду у долині Лімагулі на півночі острова Кауаї на висоті 520—579 м над рівнем моря. Спершу вважали, що рослина належить до вимерлого виду Cyanea linearifolia. При детальному дослідженні рослина виявилася досить відмінною від C. linearifolia і її визначено як новий вид. Наукову назву Cyanea kuhihewa вона отримала у 1996 році. Назва виду kuhihewa з гавайської означає «помилитися в судженнях».
У 2003 році загинула остання відома рослина і вид вважався вимерлим у природі. Однак у 2017 році в сусідній долині на висоті 720 метрів було знайдено декілька рослин цього виду. Станом на вересень 2019 року загальна популяція виду складалася з двох статевозрілих дерев, двох молодих дерев та 11 саджанців.

## Опис
Невелике деревце, заввишки не більше двох метрів. Листя вузьке, завдовжки до 38 см, завширшки 1,5 см. Квіти зібрані у суцвіття, пурпуро-рожевого забарвлення.